# Langues jicaques
Les langues jicaques (ou langues tol) sont une famille de langues amérindiennes parlées en Amérique centrale, au Honduras.

## Classification
Les langues jicaques sont considérées comme n'étant pas génétiquement reliées à d'autres familles de langues amérindiennes. Cependant plusieurs propositions de les relier à d'autres ensembles linguistiques ont été faites. Greenberg et Swadesh (1953) les ont présentées comme appartenant au hokan. Plus récemment, Oltrogge (1975), les a reliées à d'autres groupes de langues mésoaméricaines, le subtiaba et le chontal de l'Oaxaca. Cette dernière hypothèse semble peu probable, puisque depuis le subtiaba a été apparenté aux langues tlapanèques. Le tlapanèque-subtiaba est désormais considéré comme une des branches de la famille oto-mangue.

## Classification interne
La famille se compose de deux langues :
- le jicaque d'El Palmar ou occidental
- le jicaque de la Flor ou oriental